# Aisha Bowe
 (mars 2023).
Si vous disposez d'ouvrages ou d'articles de référence ou si vous connaissez des sites web de qualité traitant du thème abordé ici, merci de compléter l'article en donnant les références utiles à sa vérifiabilité et en les liant à la section « Notes et références ».
 (mars 2023).
Aisha Bowe est une ingénieure aérospatiale américano-bahamienne, né le 4 novembre 1986 à Ann Arbor dans le Michigan, fondatrice et PDG de STEMBoard, une entreprise technologique.

## Biographie

### Jeunesse
Aisha Bowe a grandi aux États-Unis dans une famille ouvrière. Son père a immigré des Bahamas. Son père était chauffeur de taxi à Ann Arbor dans le Michigan .
Bien que son conseiller d'orientation au lycée lui ait recommandé de devenir cosmétologue, le père de Bowe l'a poussée à suivre un cours de mathématiques dans son collège communautaire local, qu'elle a rapidement réussi. Cette fondation en mathématiques a ensuite permis à Bowe d'être transférée dans des programmes d'ingénierie à l'Université du Michigan.
Aisha Bowe a obtenu son diplôme de premier cycle en ingénierie aéronautique en 2008 et un master en ingénierie et technologie spatiale en 2009, tous deux à l'Université du Michigan. Elle a dit qu'elle avait choisi l'ingénierie aéronautique à cause de son intérêt pour la science-fiction. L'un de ses instructeurs diplômés, Thomas Zurbuchen, travaillait sur la mission spatiale MESSENGER. Elle a travaillé comme stagiaire au Ames Research Center en 2008, avant de le rejoindre en tant qu'ingénieur.

### Carrière
À l'Ames Research Center, Aisha Bowe travaille dans la branche Système de contrôle automatisé du trafic aérien de la division Avionique. En 2012, elle reçoit le prix de la National Society of Black Engineers (en), dont elle est membre, pour une contribution technique exceptionnelle avec l'article Evaluation of a Fuel Efficient Aircraft Maneuver for Conflict Resolution. Elle a rejoint le groupe AST Flight and Fluid Mechanics en 2009, aidant au développement d'algorithmes à l'appui de la gestion du trafic aérien. En tant qu'Américaine des Bahamas, Aisha Bowe veut « voir plus de Bahamiens dans le domaine de la science et de la technologie ».
Pendant son séjour à la NASA , elle a assuré la liaison avec le programme Mathematics, Engineering, Science Achievement (MESA). Dans ce rôle, elle a encadré des étudiants, organisé des ateliers d'entretien et dirigé des visites du site de la NASA.
En 2019, Bowe s'est rendu à Johannesbourg , Bloemfontein et Pretoria en Afrique du Sud pour une série de conférences invitées du 7 au 18 octobre dans le cadre du US Speaker Program. Elle a également donné des conférences dans beaucoup d'autres pays, dont Israël  et le Koweït.
Bowe est certifiée Program Management Professional par le Project Management Institute. Elle est également une plongeuse certifiée Scuba schools internationalSSI (SSI) qui a maintenant effectué des plongées en Afrique du Sud, aux Bahamas, en Californie et aux îles Caïmans.
Elle est également alpiniste et a gravi le mont Kilimandjaro en 2016.
Le 14 avril 2025, Aisha Bowe fait partie de l’équipage de la mission NS-31 de Blue Origin aux côtés de  Amanda Nguyen, Gayle King, Kerianne Flynn, Lauren Sánchez et Katy Perry. Il s'agit de la première mission entièrement féminine depuis le vol de Valentina Terechkova en 1963. Ce vol suborbital de 11 minutes, dépassant la ligne de Kármán à 100 kilomètres d’altitude offre plusieurs minutes d’apesanteur aux passagères.

### Entreprise (STEMBoard)
Aisha est fondatrice et PDG de STEMBoard, une société de conseil en  technologie qui travaille pour des clients du secteur public et du secteur privé. STEMBoard est une petite entreprise certifiée appartenant à des femmes économiquement défavorisées soutenue par la Chambre de commerce des femmes des États-Unis. Ses membres s'efforcent de combler l'écart de réussite scolaire des groupes ethniques minoritaires, par le biais de camps STEM, de partenariats avec des collèges et universités historiquement noirs et d'offres d'emploi destinées aux jeunes. STEMBoard a été classée 2284e sur la liste Inc. 5000 du magazine Inc. des entreprises privées à la croissance la plus rapide en 2020.

### Kit de codageLINGO
Aisha Bowe est la créatrice du kit de codage LINGO,. LINGO enseigne la conception matérielle et logicielle. Les leçons sont autorythmées. Le kit contient du matériel, un guide d'instructions et des vidéos d'instructions. Le premier kit s'appelle In the Driver's Seat (« Dans le siège du conducteur ») ; il explique comment créer et coder un capteur de secours pour une voiture autonome.

## Publications scientifiques (liste partielle)
- (en) Todd A Lauderdale, Andrew C Cone et Aisha R Bowe, « Relative significance of trajectory prediction errors on an automated separation assurance algorithm », 9th USA/Europe ATM R&D Seminar (ATM2011),‎ 2011 (lire en ligne [archive du 26 février 2013])
- (en) Andrew Cone, Aisha Bowe et Todd Lauderdale, « Robust conflict detection and resolution around top of descent », 12th AIAA Aviation Technology, Integration, and Operations (ATIO) Conference and 14th AIAA/ISSMO Multidisciplinary Analysis and Optimization Conference,‎ 2012 (ISBN 978-1-60086-930-3, DOI 10.2514/6.2012-5644, lire en ligne [archive du 8 août 2017])
- (en) Aisha Bowe et Confesor Santiago, « An approach for balancing delay and fuel burn in separation assurance automation », 12th AIAA Aviation Technology, Integration, and Operations (ATIO) Conference and 14th AIAA/ISSMO Multidisciplinary Analysis and Optimization Conference,‎ 2012 (ISBN 978-1-60086-930-3, DOI 10.2514/6.2012-5416, lire en ligne [archive du 15 septembre 2015])
- (en) Aisha Bowe et Todd Lauderdale, « Selecting conflict resolution maneuvers based on minimum fuel burn », 29th Digital Avionics Systems Conference, IEEE,‎ 2010 (ISBN 978-1-4244-6616-0, DOI 10.1109/DASC.2010.5655529, S2CID 16101938, CiteSeerx 10.1.1.719.4632)

## Interventions dans les médias

### Articles
- (en) Gerard Adams, « How This Former NASA Engineer Wants to Make STEM Youth Education More Accessible », sur Entrepreneur, 30 août 2020 (consulté le 12 janvier 2023)
- (en-US) « The Home Learning Coding Kit Encourages Black Teens To Get Into STEM », sur Black Enterprise, 9 juillet 2020 (consulté le 12 janvier 2023)
- (en-US) Michael Warren, « Why a Rocket Scientist Left NASA to Help Young Coders », sur The Gist by Groupon, 20 août 2021 (consulté le 12 janvier 2023)
- (en) Niki McGloster, « Meet Aisha Bowe, the Rocket Scientist and Entrepreneur Committed to Mentoring Black Tech's Next Generation », sur AfroTech, 2 novembre 2020 (consulté le 12 janvier 2023)
- (en) Steve Marowski, « STEM at home: University of Michigan alum creates learning kit during pandemic », sur mlive, 17 février 2021 (consulté le 12 janvier 2023)
- (en-US) Sherrell Dorsey, « These Black Founders Succeeded In Spite of Silicon Valley », Wired,‎ 12 juillet 2020 (ISSN 1059-1028, lire en ligne, consulté le 12 janvier 2023)
- (en-US) Arianna Smith, « Aerospace Engineer Aisha Bowe Introduces At-Home Coding Kit », sur BLAC Media, 2 avril 2021 (consulté le 12 janvier 2023)

### Podcasts
- (en-US) « The Confidence Connection: Aisha Bowe: Rocket Science and Start-ups on Apple Podcasts », sur Apple Podcasts (consulté le 12 janvier 2023)
- (en-US) « Mentor Memos: Aisha Bowe and Claire Luce on Apple Podcasts », sur Apple Podcasts (consulté le 12 janvier 2023)
- Women in Business, Épisode 3 : Aisha Bowe , Startups Magazine : L'entrepreneuse céréalière
- Aisha Bowe, PDG de Techstination STEMBoard Lingo

## Récompenses
Bowe a été reconnue pour ses contributions à l'ingénierie, à la diversité et à l' égalité des chances par la NASA, la National Society of Black Engineers et la US Women's Chamber of Commerce, notamment à travers les prix suivants :  
- Entrepreneur de l'année 2020 par les Black Data Processing Associates (BDPA) de Washington, DC
- 2020 : Prix d'ancienne élève exceptionnelle, Département de génie aérospatial, Université du Michigan
- 2020 : Liste INC 5000 2020 des entreprises à la croissance la plus rapide
- 2015 : Prix « Emerging Star » de la Chambre de commerce des femmes des États -Unis
- 2014 : Prix de la Coalition nationale des 100 femmes noires en technologie de l'année de la Silicon Valley
- 2012 : Prix d'honneur de l'ingénierie de la NASA
- 2012 : Médaille de l'égalité des chances en matière d'emploi de la NASA